# 川西湖山病院
川西湖山病院（かわにしこやまびょういん）は、山形県東置賜郡川西町にある医療機関。湖山医療福祉グループの一つ。

## 診療科
- 内科
- 整形外科

## アクセス
- 電車
  - 最寄駅：JR米坂線羽前小松駅

無料駐車場あり（24台）

## 併設施設
- 介護老人保健施設　かがやきの丘
- 湖山病院訪問看護ステーション

## 周辺
- 川西町役場